# Владимир Цветковић
Владимир Цветковић (Лозница, 24. мај 1941) је бивши југословенски кошаркаш и спортски функционер. Један од најбољих кошаркаша у историји Црвене звезде и репрезентативац Југославије. Као генерални секретар ФК Црвена звезда заједно са Драганом Џајићем био је најзаслужнији за окупљање екипе која је постала шампион Европе и света.

## Каријера
Прво је због висине био фудбалски голман, али је у својој 14. години имао прелом рамене кости леве руке. Међутим после опоравка, једног лета је приликом скока у Дрину поново поломио рамену кост леве руке, што га је приковало за болнички кревет у Београду, где је лежао у гипсу две године, до своје 17. године. На крају боравка у болници после 700 дана и ноћи лева рука му је остала краћа за 2,5 центиметра и тања за бар један центиметар од десне. Хируршки захват оставио је траг од 20 центиметара, а ортопед га је саветовао да покуша да игра кошарку, како би ојачао руку.

### Црвена звезда
Већ 1959. дебитовао у првом кошаркашком тиму Црвена звезда, а годину касније и у званичним утакмицама. Од тог времена играо је тринаест шампионата бивше Југославије. Већ 1961. године био је трећи стрелац екипе, иза Сретена Драгојловића и Ратомира Вићентића, који ће му касније постати и кум. Цвеле је у тој сезони бележио 10,1 поен у шампионату Југославије. Први пут је био најбољи стрелац клуба у лиги 1962. године, када је на 18 утакмица просечно бележио 22,7 поена. У наредном шампионату имао је просек од 25,5 поена, али је Звезда тих година била у доњем делу табеле и поред сјајних појединаца какви су без сумње били Цветковић, Вићентић и Драгојловић. У првенству 1964. године Цветковић је имао просек од 23 поена по мечу, а Звезда је направила помак и заузела треће место на табели. Последњи пут је играо заједно са Вићентићем у тиму у шампионату 1965. године, када је имао просек од 28,2 поена по утакмици. Те године је проглашен и за најбољег спортисту СД Црвена звезда у првом избору Звездине ревије, која је касније постала традиционална награда и опстала је до данашњих дана.
Невероватно ефикасан је био у сезони 1966. године, када је на 22 утакмице постигао 755 поена – просек за данашње време нестварних 34,3 поена по мечу, што је апсолутни рекорд клуба у једној сезони. Тада је по први пут био најбољи стрелац лиге. На утакмици против Иванграда је те 1966. године постигао 57 поена, што му је лични рекорд и четврти најбољи учинак у историји клуба на једном мечу.
У првенственој сезони 1967. имао је просек од 32,2 поена по мечу. На сусрету против Олимпије убацио је 56 поена, а екипа је заузела треће место, као и у шампионату 1967/68, када је Цвеле бележио 27,1 поен по утакмици. Од те сезоне утакмице су почеле да се играју у дворанама, а прешло се и на систем такмичења јесен – пролеће, а до тада су се првенства одржавала у једној календарској години.
Владимир Цветковић је у сезони 1968/69 уз помоћ млађих саиграча Капичића, Симоновића, Вучинића, Шкулића и Славнића стигао до своје прве шампионске титуле са Звездом. Била је то и прва титула за клуб после паузе од 14 година. У 22 сусрета остварено је 19 победа и само три пораза, а Цветковић је са просеком од 27,3 поена поново био лидер тима.
Црвена звезда је у сезони 1969/70 први пут наступила у европским куповима и то у Купу шампиона, када је стигла међу осам најбољих тимова, а Цвеле, та легендарна осмица клуба са Малог Калемегдана, постигао је 195 поена на десет мечева у елитном такмичењу и био најефикаснији у тиму. У шампионату је бележио 19,7 поена и последњи пут био кошгетер екипе, а Звезди је за длаку измакла нова титула, коју је освојила љубљанска Олимпија. Цветковић је од 1962. до 1970. године свих девет пута био најбољи стрелац Звезде по укупном броју поена, а осам пута по просеку у истом периоду. Само је Сретен Драгојловић успео да га надмаши по просеку поена у сезони 1963. Први национални куп у историји клуба освојен је у сезони 1970/71, а Цвеле је са 98 поена у четири меча био најефикаснији кошаркаш у тиму. Комплетну каријеру провео је у Звезди од које се опростио као капитен шампионском титулом 1972. године, коју су црвено-бели освојили у мајсторици на неутралном терену у Љубљани савладавши Југопластику из Сплита резултатом 75:70.

### Репрезентација
Запажен учинак остварио је и у дресу репрезентацији Југославије за коју је одиграо 149 утакмица и постигао 1276 поена. Освојио је чак четири сребрне медаље на великим такмичењима (Светско првенство 1963. и 1967. године, Олимпијске игре 1968. и Европско првенство 1969. године). На Првенству света у Монтевидеу 1967. године забележио је 48 поена на седам утакмица. У победи против Бразила (87:84) убацио је 15 поена. Исте године је био и први стрелац подмлађене репрезентације Југославије, која је на Европском шампионату у Финској заузела девето место. Постигао је 157 поена у девет мечева и са просеком од 17,4 по утакмици био четврти кошгетер турнира. У тријумфу над Шпанијом (82:68) постигао је 29 поена, док је Финској испоручио 24 поена у победи резултатом 68:59.
Оно по чему се и данас памти Цветковићев боравак у националном тиму су два погођена слободна бацања за победу против изузетно снажне селекције СССР-а на Олимпијским играма у Мексику 1968. године, којом је Југославија обезбедила прву кошаркашку медаљу у историји на највећој светској смотри спорта. Совјети су савладани са 63:62 у полуфиналу и сребро је било у џепу. Цветковић је на тој утакмици постигао пет поена, а укупно 80 на турниру у девет утакмица, чиме је био четврти стрелац репрезентације. Најрасположенији је био у победи против Порторика (93:72), када је убацио 27 поена, док је у мечу против Шпаније (93:79) забележио 23 поена.

## Функционер
Стечено искуство му је значајно помогло да постане легенда фудбалског клуба Црвена звезда, где је на месту генералног секретара за 18 година допринео освајању 18 трофеја у периоду од 1983. до 2001. године. Звезда је у то време била сјајно организована, а Цветковић је успешно координирао свим акцијама и држао конце у својим рукама. Максимално се посветио обавезама у клубу, пазио на сваки динар, па Звезда у то време никада није имала дугове. Заједно са својим сарадницима направио највећи источноевропски фудбалски клуб и достигао резултатски максимум освајањем титуле шампиона Европе и света 1991. године. Драган Џајић је био задужен за сва спортска питања али је Цветковић давао коначне одлуке по питању финансија. Тако је преполовио обештећење за Михајловића који је те године прешао из Војводине и био један од кључних играча у походу на трон Европе. Велике заслуге за те Звездине успехе имају тадашњи функционери клуба са Маракане, Миша Слијепчевић и Настадин Беговић, које ретко ко помиње када се поведе прича о Барију и Токију. Од 24. септембра 1992. до 24. марта 1998. обављао је функцију министра за спорт.

## Остало
У Београду је дипломирао на Економском факултету у Београду. Разведен, отац је двоје деце. Његова супруга је била кошаркашица Рада Ђурић. Кћерка Зорана је доктор клиничке психологије у Чикагу, а син Растко је бивши кошаркаш.